# Indicatifs régionaux 201 et 551

Carte de l'État du New Jersey avec les territoires de ses indicatifs régionaux. Les indicatifs régionaux 201 et 551 sont en pourpre au nord-est de l'État.

Les indicatifs régionaux 201 et 551 sont des indicatifs téléphoniques régionaux de l'État du New Jersey aux États-Unis. Ces indicatifs couvrent un territoire situé au nord-est de l'État. Les indicatifs couvrent la majeure partie des comtés d'Hudson et de Bergen.
La carte ci-contre indique en bourgogne le territoire couvert par les indicatifs 201 et 551.
Les indicatifs régionaux 201 et 551 font partie du Plan de numérotation nord-américain.